# Theophilus ben Ananus
Theophilus ben Ananus was hogepriester in de Joodse tempel in Jeruzalem van 37 na Chr. tot 41 na Chr. Hij was een van de zonen van Annas, een broer van Eleazar en een zwager van Josef Kajafas, die allen eerder hogepriester waren geweest. Theophilus behoorde dan ook tot een van de belangrijkste families uit de Joodse Sadduceese aristocratie, waaruit de hogepriester in deze periode benoemd werd.
Ook een van Theophilus' zonen, Matthias, zou een generatie later het ambt van hogepriester bekleden.

## Ossuarium
Archeologen hebben in Jeruzalem een ossuarium gevonden, met daarop de inscriptie: "Johanna, kleindochter van Theophilus, de hogepriester".

## Theophilus en Lucas?
De combinatie van namen in de inscriptie van het ossuarium heeft geleid tot hernieuwde discussie over de vraag of deze hogepriester wellicht dezelfde zou zijn als de Theophilus aan wie de boeken Lucas en Handelingen van de Apostelen uit het Nieuwe Testament gericht zijn (beide boeken zijn afkomstig van dezelfde auteur). In het Evangelie volgens Lucas wordt namelijk ook een vrouw genoemd met de naam Johanna, die duidelijk uit welgestelde kringen komt. Lucas suggereert echter nergens dat de Johanna die hij noemt enige relatie heeft met de hogepriesterlijke familie. Bovendien kwam de naam Theophilus in de Oudheid vaker voor. Of Lucas zich inderdaad tot de hogepriester Theophilus richt, is dan ook zeer onzeker.